# Eumenes mainpuriensis
Eumenes mainpuriensis är en stekelart som beskrevs av Smith 1870. Eumenes mainpuriensis ingår i släktet krukmakargetingar, och familjen Eumenidae. Inga underarter finns listade i Catalogue of Life.